# New Port Richey
New Port Richey es una ciudad ubicada en el condado de Pasco en el estado estadounidense de Florida. En el Censo de 2010 tenía una población de 14.911 habitantes y una densidad poblacional de 1.254,56 personas por km².

## Geografía
New Port Richey se encuentra ubicada en las coordenadas 28°14′49″N 82°43′3″O / 28.24694, -82.71750. Según la Oficina del Censo de los Estados Unidos, New Port Richey tiene una superficie total de 11.89 km², de la cual 11.74 km² corresponden a tierra firme y (1.24%) 0.15 km² es agua.

## Demografía
Según el censo de 2010, había 14.911 personas residiendo en New Port Richey. La densidad de población era de 1.254,56 hab./km². De los 14.911 habitantes, New Port Richey estaba compuesto por el 88.91% blancos, el 3% eran afroamericanos, el 0.5% eran amerindios, el 1.42% eran asiáticos, el 0.04% eran isleños del Pacífico, el 3.38% eran de otras razas y el 2.75% pertenecían a dos o más razas. Del total de la población el 11.21% eran hispanos o latinos de cualquier raza.